# Forsthaus Rampensau
Forsthaus Rampensau ist ein österreichisches Promi-Reality-TV-Format, dessen erste Staffel ab dem 6. Oktober 2022 auf dem Sender ATV zum Streaming-Abruf startete. Die zweite Staffel begann am 12. Oktober 2023 und endete am 23. November 2023. Vom 8. bis 29. Dezember 2023 wurde unter dem Titel „Forsthaus Rampensau Germany“ ein Ableger auf der Streamingplattform Joyn ausgestrahlt.

## Konzept
Prominente (Spiel-)Paare wohnen gemeinsam in einem Selbstversorger-Forsthaus in den Kärntner Bergen auf 1.300 Metern Höhe, wo sich alles um Spiele, Wettkämpfe und Nominierungen sowie die richtige Taktik auf dem Weg zum Hauptgewinn dreht.
Der Gewinner der Show bekommt außerdem den Titel „Rampensau des Jahres“ verliehen. 2022 ging der Titelgewinn aus der österreichischen Show an die beiden Einheimischen Luis und Lev. Den Titelgewinn „Rampensau 2023“ und das Preisgeld konnten in Staffel 2 der Comedian und Influencer Satans Bratan und sein Teampartner Mio für sich beanspruchen. Die aktuellen Showgewinner und Gewinner des Titels „Rampensau 2024“ sind die beiden "Bauer sucht Frau"-Bekanntheiten Sarah Fritzenwanker und Stefan Aigner. Sie gewannen die dritte Staffel Forsthaus Rampensau, im Jahr 2024.
Das Format wurde als österreichische Antwort auf das deutsche Format Das Sommerhaus der Stars gedeutet. Der Titel der Sendung ist eine Anspielung auf die deutsche Familienserie Forsthaus Falkenau.

## Staffeln

### Staffel 1
| Platz | Teilnehmer                       | Bekannt geworden als                                                                            | Einzug   | Auszug   | Elimination durch          |
| Platz | Teilnehmer                       | Bekannt geworden als                                                                            | in Folge | in Folge | Elimination durch          |
| ----- | -------------------------------- | ----------------------------------------------------------------------------------------------- | -------- | -------- | -------------------------- |
| 1     | Luis und Lev                     | Protagonisten bei Tinderreisen                                                                  | 1        | Finale   | Sieger des Finalspiels     |
| 2     | Adriana und Philipp Holzbauer    | Bauer sucht Frau                                                                                | 1        | Finale   | Zweiter des Finalspiels    |
| 4     | Sonja Plöchl und Rebecca Rapp    | Austria's Next Topmodel 2014, Musikerin                                                         | 1        | Finale   | Exit-Game                  |
| 5     | Nina Bruckner und Senad Bruckner |                                                                                                 | 1        | Finale   |                            |
| 3     | Tara Tabitha und Cat             | Nightlife, Temptation Island VIP, The 50, Ich bin ein Star - Holt mich hier raus / Tattoo Model | 1        | Finale   |                            |
| 6     | Guido und Emre                   |                                                                                                 | 1        |          |                            |
| 7     | Wendy Night und Josef Winkler    | Tänzerin, Model, Schauspielerin und Moderatorin                                                 | 1        |          |                            |
| 8     | Kerstin und Scott                | Teenager werden Mütter                                                                          | 1        | 1        | Mussten das Haus verlassen |

### Staffel 2
| Platz | Teilnehmer                       | Bekannt geworden als                                          | Einzug   | Auszug   | Elimination durch          |
| Platz | Teilnehmer                       | Bekannt geworden als                                          | in Folge | in Folge | Elimination durch          |
| ----- | -------------------------------- | ------------------------------------------------------------- | -------- | -------- | -------------------------- |
| 1     | Satans Bratan und Mio            | Comedian und Influencer / -                                   | 1        | Finale   | Sieger des Finalspiels     |
| 2     | Petra und Miguel                 | Teenager werden Mütter                                        | 1        | Finale   | Zweiter des Finalspiels    |
| 3     | Bahati und Marzio                | Ex von Richard Lugner und Bauer sucht Frau / Bauer sucht Frau | 1        | Finale   | Exit-Game                  |
| 4     | Costina und Miss Jackson         | Tinderreisen / Porno Star                                     | 1        | Finale   |                            |
| 5     | Daniel Köllerer und Cathy Lugner | ehemaliger Tennisspieler / Ex von Richard Lugner              | 1        |          |                            |
| 6     | Michi und Simone                 | Bauer sucht Frau                                              | 1        | 6        |                            |
| 7     | Marius und Stefan                | Bauer sucht Frau / -                                          | 1        |          |                            |
| 8     | Tamara und Alex                  | Darsteller bei Mein Gemeindebau                               | 1        | 3        | Mussten das Haus verlassen |
| 9     | Vanessa Mariposa und Sanja       | The 50, Club der guten Laune / -                              | 1        |          |                            |

### Staffel 3
| Platz | Teilnehmer                               | Bekannt geworden als | Einzug   | Auszug   | Elimination durch       |
| Platz | Teilnehmer                               | Bekannt geworden als | in Folge | in Folge | Elimination durch       |
| ----- | ---------------------------------------- | --- | -------- | -------- | ----------------------- |
| 1     | Sarah Fritzenwanker und Stefan Aigner    | Bauer-sucht-Frau-Teilnehmer | 1        | 10       | Sieger des Finalspiels  |
| 2     | Max und Selina Weißenböck                | Influencer aus Wien | 1        | 10       | Zweiter des Finalspiels |
| 3     | Zoe Saip und Robert                      | Teilnehmerin bei diversen Formaten wie Good Luck Guys, Germany’s Next Topmodel, The 50 und Match in Paradise                   | 1        | 10       | Exit-Game               |
| 4     | Paloma und Nadija                        | Teilnehmer bei der TV-Serie Love Fool                                                                                          | 1        | 10       | Rein-Raus-Duell         |
| 5     | Lydia Kelovitz (Alpenlydia) und Johannes | Kandidatin bei Deutschland sucht den Superstar und Ich bin ein Star – Die große Dschungelshow / Bauer sucht Frau International | 1        | 10       | Exit-Game               |
| 6     | Patrick (Specki) & Natascha              | Darsteller bei Mei potschertes Lebn                                                                                            | 1        | 9        | Rein-Raus-Duell         |
| 7     | Crazy Cheese und Dominic                 | Exzentrischer Käsemillionär/Butler                                                                                             | 4        | 8        | Rein-Raus-Duell         |
| 8     | Jazz Gitti und Carmen                    | Musikerin/Kartenlegerin | 1        | 7        | Rein-Raus-Duell         |
| 9     | Hansi und Julia                          | Darsteller bei Mein Gemeindebau                                                                                                | 1        | 6        | freiwillig              |
| 10    | Sayed und Kevin                          | Protagonisten bei Tinderreisen                                                                                                 | 1        | 4        | 7 von 9 Stimmen         |

## Forsthaus Rampensau Germany
2023 startete das österreichische Format mit einem deutschen Ableger auf der Streamingplattform Joyn. Die erste deutsche Staffel wurde im Juli 2023 im Lavanttal in den Kärntner Bergen gedreht, im gleichen Forsthaus wie im österreichischen Original.
Für die erste Staffel wurden sieben Episoden mit einer Spiellänge von etwa 100 Minuten produziert. Als Gewinner der ersten Staffel wurden Kevin „Flocke“ Platzer und Diogo Sangre zur „Rampensau des Jahres“ gekürt.

### Staffel 1

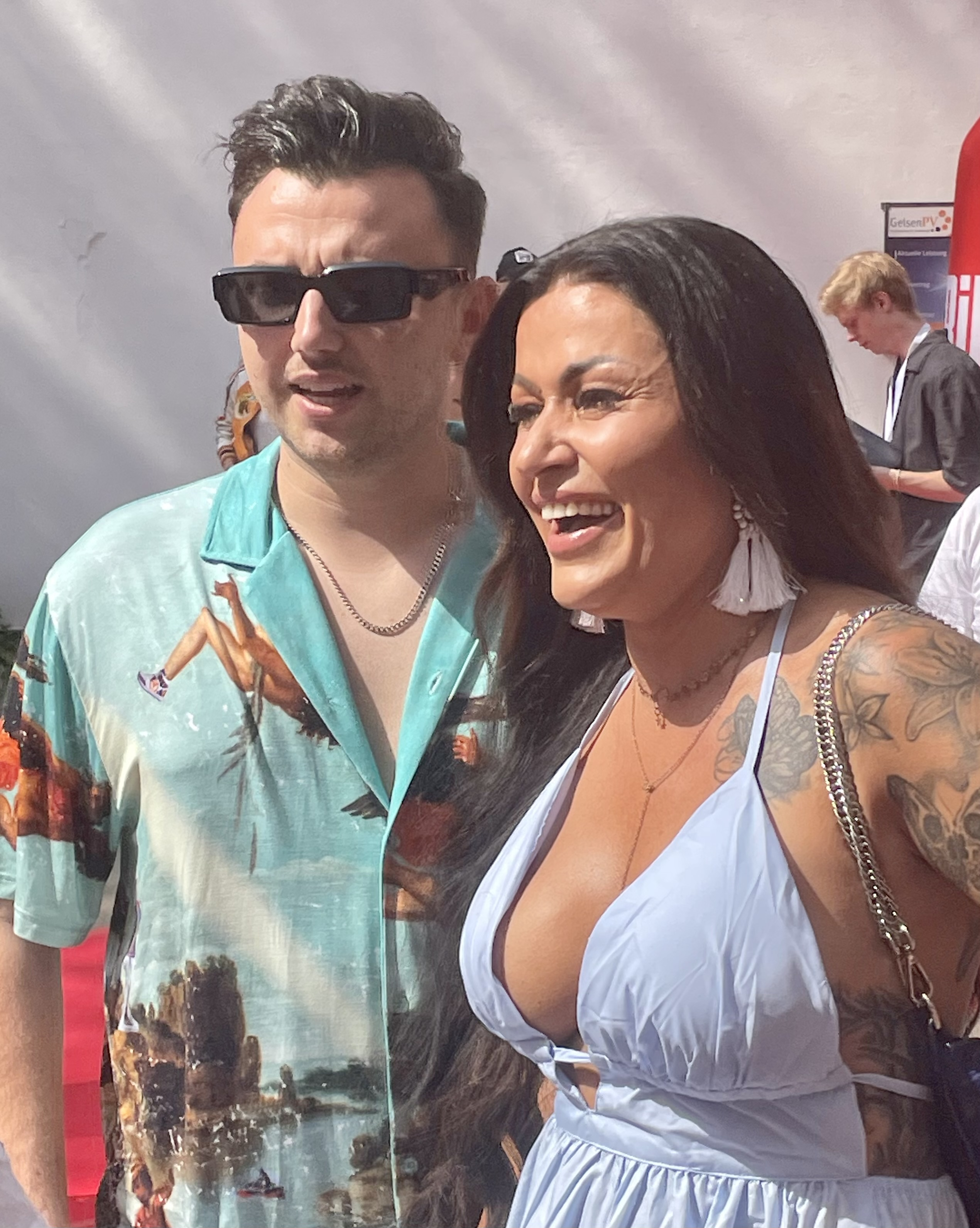
Philipp Bender und Jasmin Herren erreichten bei Forsthaus Rampensau Germany den dritten Platz.

Die Promi-Paare der ersten Staffel „Forsthaus Rampensau Germany“ sind:
| Platz | Teilnehmer                                | Bekannt geworden als | Einzug   | Auszug   | Elimination durch |
| Platz | Teilnehmer                                | Bekannt geworden als | in Folge | in Folge | Elimination durch |
| ----- | ----------------------------------------- | --- | -------- | -------- | ----------------- |
| 1     | Kevin „Flocke“ Platzer und Diogo Sangre   | Teilnehmer bei Temptation Island VIP / Teilnehmer bei Temptation Island, Are You The One? – RSIL, Ex on the Beach und Das Sommerhaus der Stars                                                                           | 1        | 7        |                   |
| 2     | Sam Dylan und Nadine „Nana“ Miree         | Teilnehmer bei Prince Charming, Kampf der Realitystars, Promiboxen, Ich bin ein Star – Die große Dschungelshow und Promi Big Brother / Teilnehmerin bei Big Brother                                                      | 1        | 7        |                   |
| 3     | Jasmin Herren und Philipp Bender          | Witwe von Willi Herren, Schlagersängerin, Teilnehmerin u. a. bei Der Container Exklusiv, Das Sommerhaus der Stars, Temptation Island VIP und Ich bin ein Star – Holt mich hier raus! / Schlagersänger                    | 1        | 7        |                   |
| 4     | Cedric Beidinger und Hanna Annika Möller  | Teilnehmer bei Ex on the Beach, Gewinner von Big Brother und Couple Challenge / Teilnehmerin bei Temptation Island und Ex on the Beach                                                                                   | 1        | 7        | 2 von 5 Stimmen   |
| 4     | Matthias Mangiapane und Dagmar Mangiapane | Teilnehmer u. a. bei Hot oder Schrott – Die Allestester, Das Sommerhaus der Stars, Ich bin ein Star – Holt mich hier raus!, Promis unter Palmen, Das große Promi-Büßen, Kampf der Realitystars und Promi Big Brother / – | 1        | 7        | 2 von 5 Stimmen   |
| 6     | Jada Karabaş und Joelina Karabaş          | Töchter von Daniela Büchner | 1        | 6        | Rein-Raus-Duell   |
| 7     | Gina-Lisa Lohfink und Elsa Latifaj        | Teilnehmerin u. a. bei Germany's Next Topmodel, Die Alm, Ich bin ein Star – Holt mich hier raus!, Adam sucht Eva und Kampf der Realitystars / Teilnehmerin bei Germany's Next Topmodel                                   | 3        | 6        | Rein-Raus-Duell   |
| 8     | John Friedmann und Florian Simbeck        | Komikerduo Erkan und Stefan | 1        | 4        | Rein-Raus-Duell   |
| 9     | Natascha Beil und Beverly Cmua            | Teilnehmerin bei Germany's Next Topmodel, Love Island und Beauty & The Nerd / Teilnehmerin bei Beauty & The Nerd und Ex on the Beach                                                                                     | 1        | 3        | Rein-Raus-Duell   |

### Staffel 2
Die zweite Staffel „Forsthaus Rampensau Germany“ wurde ab dem 30. November 2024 auf Joyn veröffentlicht. Neben den neun teilnehmenden Paaren, zogen in der 16. Folge Matthias Mangiapane und der Sieger der ersten Staffel Kevin „Flocke“ Platzer aufgrund diverser Regelverstöße ins Forsthaus. Sie nahmen jedoch nicht am Spiel teil und verließen das Forsthaus nach einer Folge wieder.
| Platz | Teilnehmer                                        | Bekannt geworden als | Einzug   | Auszug   | Elimination durch         |
| Platz | Teilnehmer                                        | Bekannt geworden als | in Folge | in Folge | Elimination durch         |
| ----- | ------------------------------------------------- | --- | -------- | -------- | ------------------------- |
| 1     | Peter Klein und Yvonne Woelke                     | Exmann von Iris Klein, Teilnehmer u. a. bei Das Sommerhaus der Stars und Promi Big Brother / Schauspielerin, Teilnehmerin bei Das große Promi-Büßen | 1        | 18       | –                         |
| 2     | Ginger Costello-Wollersheim und Alain Wollersheim | Ehefrau von Bert Wollersheim, Teilnehmerin bei Promi Big Brother / Sohn von Bert Wollersheim | 1        | 18       | Finalspiel                |
| 3     | Jona Steinig und Michael Schüler                  | Model, Teilnehmer bei Die Bachelorette und Germany Shore / Teilnehmer bei CoupleChallenge, Are You The One – RSIL und Germany Shore, Gewinner von Good Luck Guys | 1        | 18       | Letzter im Halbfinalspiel |
| 4     | Nico Schwanz und Viktoria „Dodi“ Schuler          | Model, Teilnehmer u. a. bei Die Alm, Ich bin ein Star – Holt mich hier raus!, The 50, Destination X, Gewinner von Das Sommerhaus der Stars / – | 1        | 18       | 2 von 4 Stimmen           |
| 5     | Carina Nagel und Chika Ojiudo-Ambrose             | Teilnehmerin bei Love Island, Are You the One? und Ex on the Beach / – | 1        | 18       | Letzte im Spiel           |
| 6     | Noëlla Mbomba und Melody Haase                    | Model, Teilnehmerin bei Germany’s Next Topmodel / Teilnehmerin bei Deutschland sucht den Superstar, Adam sucht Eva, Ex on the Beach und Reality Backpackers, Gewinnerin bei CoupleChallenge und Swipe, Match, Love? | 1        | 17       | Rein-Raus-Duell           |
| 7     | Emmy Russ und Cosimo Citiolo                      | Teilnehmerin bei Beauty & The Nerd, Promi Big Brother, Promis unter Palmen, Temptation Island VIP, Kampf der Realitystars, Das große Promi-Büßen, Reality Queens und Are You the One? – RSIL / Teilnehmer bei Deutschland sucht den Superstar, Big Brother, Kampf der Realitystars, Das Sommerhaus der Stars, Ich bin ein Star – Holt mich hier raus!, Reality Backpackers und The 50 | 5        | 15       | Rein-Raus-Duell           |
| 8     | Marvin Linke und Bela Klentze                     | Schauspieler / Schauspieler, Moderator, Synchronsprecher, Teilnehmer bei Let’s Dance | 1        | 14       | Letztes Paar im Spiel     |
| 9     | Luisa Krappmann und Gina Alicia                   | Teilnehmerin bei Paradise Hotel, Temptation Island, Beauty & The Nerd und Are You The One – RSIL / Teilnehmerin bei Temptation Island und Ex on the Beach | 1        | 7        | Rein-Raus-Duell           |